# Angeliño
José Ángel Esmorís Tasende (Coristanco, Spanyolország, 1997. január 4. –) ismertebb nevén Angeliño, spanyol labdarúgó, az  Seria A-ban szereplő AS Roma játékosa.

## Pályafutása

### Kezdeti évek
Angeliño a Luis Calvo Sanzban kezdett el futballozni, majd 2007-ben, tízévesen csatlakozott a Deportivo de La Coruña ifiakadémiájához. Az ott töltött ideje alatt a Barcelona és a Real Madrid is felfigyelt rá jó teljesítményének köszönhetően.

### Manchester City
2012. július 8-án négy évre szóló szerződést kötött a manchesteri együttessel, mely 2013 januárjában lépett életbe. Állandó tagja lett az U18-as csapatnak, de már 16 éves korában is többször lehetőséget kapott a tartalékcsapatban. 2014. december 2-án az első csapat keretébe nevezték a Sunderland ellen, de nem kapott játéklehetőséget. 
2016. január 30-án mutatkozott be a csapatban az Aston Villa ellen, a 81. percben csereként lépett pályára az angol kupa-mérkőzésen.

#### New York City
2015. június 16-án a New York City a teljes szezonra kölcsönvette. Július 12-én, egy Toronto elleni mérkőzésen mutatkozott be, végigjátszva a második félidőt. Hat nappal később, a New England Revolution ellen kezdőként kapott lehetőséget.
A következő két fordulóban az Orlando, és a CF Montréal ellen gólpasszal járult hozzá a mérkőzéshez. Nyolc fordulóval később a San Jose Earthquakes, majd egy héttel később a Vancouver Whitecaps FC ellen is asszisztot készített elő. Összesen 14 bajnoki találkozón lépett pályára a klub színeiben.

#### RCD Mallorca
2017. január 31-én érkezett kölcsönbe a Baleár-szigeti együtteshez, a 2016–2017-es szezon végéig.
Miután a Girona FC-vel felbontották- egyéb okok miatt a szerződését.
Február 5-én mutatkozott be a Mallorca színeiben, a Real Oviedo elleni 2–1-re idegenben elvesztett spanyol másodosztályú bajnokin.
A találkozó utolsó 15 percében lépett pályára, Saúl García-t váltva. A bajnokság 36. fordulójában a Sevilla Atlético, és az utolsó mérkőzésén a Getafe CF ellen gólpasszt jegyzett. A csapatban összesen 17 bajnokin lépett pályára.

#### NAC Breda
2017. július 4-én a Manchester Citytől kölcsönbe érkezett a 2017–2018-as szezonra a holland együtteshez.
Augusztus 12-én debütált a Eredivisie első fordulójában, a Vitesse ellen 4–1-re elvesztett bajnokin.
Szezonja során négyszer nyerte el a hónap újonca díjat, miközben három gólt szerzett, és hét gólpasszt adott.

### PSV Eindhoven
2018. június 15-én 5 évre írt alá a holland PSV Eindhoven csapatához.
Augusztus 4-én lépett pályára PSV színeiben először, a Feyenoord elleni Holland Szuperkupa találkozóján. Amelyen a tizenegyespárbajban sikertelenül végezte el a 14. büntetőt, csapata 7–6-os vereséget szenvedett.
Augusztus 11-én játszotta első Eredivisie mérkőzést, a bajnokság első fordulójában az FC Utrecht elleni 4–0-s győztes bajnokin.
Augusztus 21-én a Bajnokok Ligája selejtezőjének döntő mérkőzésen a BATE Borisov ellen és a visszavágón is végigjátszotta a mérkőzést, majd bejutottak a csoportkörbe.
Szeptember 18-án hivatalosan is pályára lépett a BL-ben az FC Barcelona elleni 4–0-ra elszenvedett találkozón.
2019. január 20-án szerezte első és egyetlen gólját a klubban, az FC Emmen elleni 2–2-s bajnokin.

### Ismét a Manchester City
2019.július 3-án, 2023-ig írt alá régi-új klubjához a Manchester Cityhez.
Szeptember 21-én mutatkozott be visszatérése után másodszor a 2019/20-as bajnokság  6. fordulójában a Watford elleni 8–0-ra nyert bajnokin. A félidőben Benjamin Mendy-t váltotta.

### RB Leipzig
2020. január 31-én fél évre kölcsönbe került a német RB Leipzig csapatához.

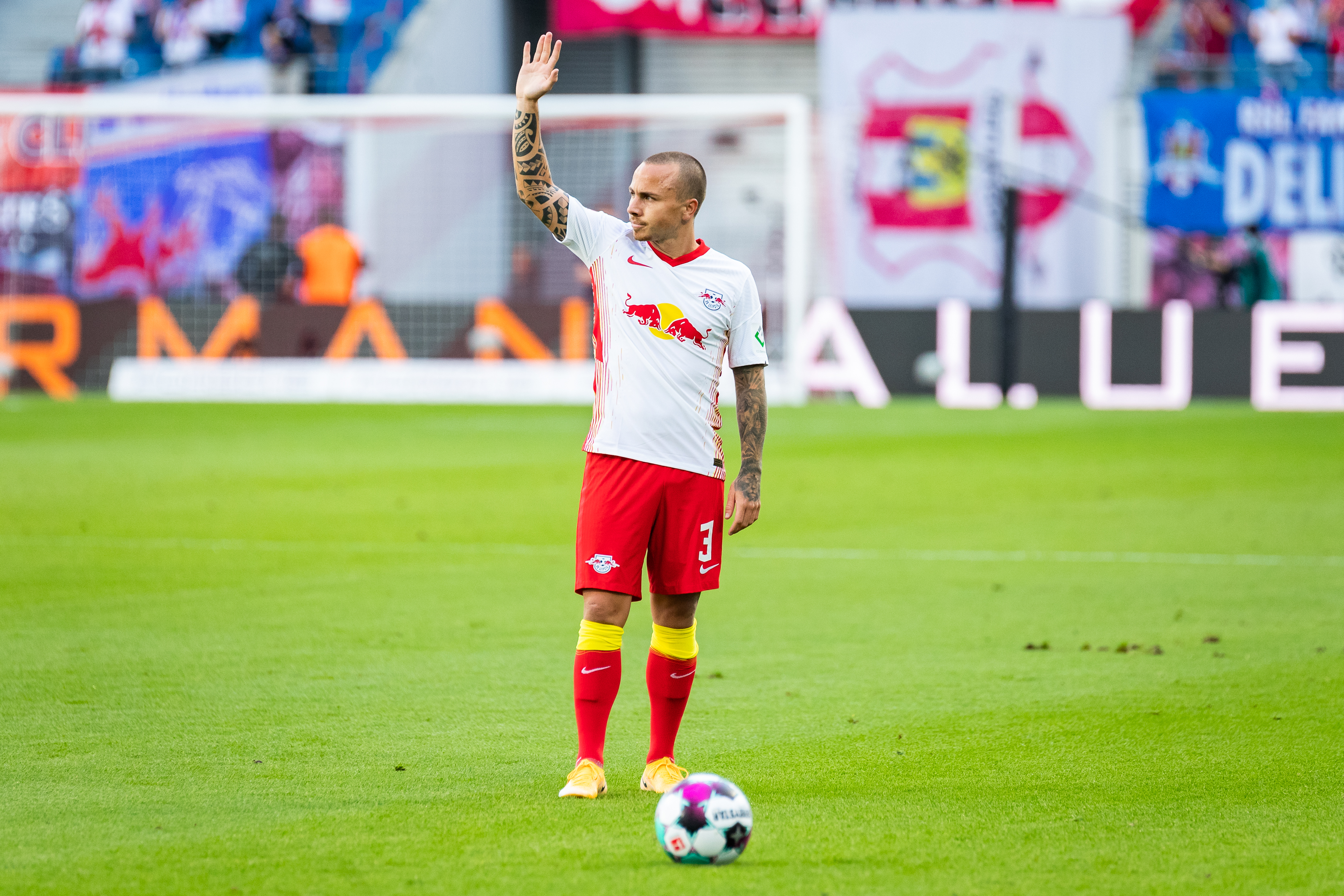
2020-ban az RB Leipzig játékosaként.

Február 4-én debütált a DFB Pokal (német kupa) 2019–2020-as idényének legjobb 16 csapata között az Eintracht Frankfurt elleni idegenbeli 3–1-re elszenvedett kupameccsen. A mérkőzést végigjátszotta, és az egyetlen gólnál asszisztot jegyzett Dani Olmonak.
Február 9-én lépett pályára először a Bundesligaban, a bajnokság - 21. fordulójában a Bayern München ellen idegenbeli 0–0-s bajnokin. Február 19-én a Tottenham Hotspur elleni BL mérkőzésen lépett pályára először a Leipzig színeiben.

#### 1899 Hoffenheim
2022. augusztus 8-án kölcsönbe érkezett a 2022–2023-as idény végéig.
Augusztus 13-án a Bundesliga 2. fordulójában lépett pályára a klub színeiben, hazai környezet előtt a VfL Bochum elleni 3–2-es győztes  bajnokin. Október 18-án szerezte első- és egyetlen találatát, a német kupa második körének Schalke 04 elleni mérkőzésén.

#### Galatasaray
2023. július 12-én a török Galatasaray bejelentette, hogy tárgyalásokat folytatnak az RB Leipziggel Angeliño ügyében. Másnap kölcsönbe szerződtették egy szezonra. 6 millió eurós átigazolási díjban állapodtak meg, ha a kölcsön lejártakor véglegesen szerződtetnék.

#### AS Roma
2024. január 30-án kölcsönbe szerződtette június 30-ig az olasz AS Roma csapata, vételi opcióval. Február 5-én hazai környezet előtt mutatkozott be a klubban, a Cagliari elleni 4–0-ás bajnokin. Kezdőként 58 percet játszott. 2024. május 30-án élt a kivásárlási jogával a klub, és 8 millió euróért szerződtették.

## Statisztika

### Klubcsapatokban
2024. május 26-i állapot szerint.
| Klub                    | Szezon           | Bajnokság        | Bajnokság | Bajnokság | Kupa  | Kupa  | Ligakupa | Ligakupa | Nemzetközi | Nemzetközi | Egyéb | Egyéb | Összes | Összes |
| Klub                    | Szezon           | Liga             | Mérk.     | Gólok     | Mérk. | Gólok | Mérk.    | Gólok    | Mérk.      | Gólok      | Mérk. | Gólok | Mérk.  | Gólok  |
| ----------------------- | ---------------- | ---------------- | --------- | --------- | ----- | ----- | -------- | -------- | ---------- | ---------- | ----- | ----- | ------ | ------ |
| Manchester City         | 2014–15          | Premier League   | 0         | 0         | 0     | 0     | 0        | 0        | 0          | 0          | 0     | 0     | 0      | 0      |
| Manchester City         | 2015–16          | Premier League   | 0         | 0         | 1     | 0     | 0        | 0        | 0          | 0          | —     | —     | 1      | 0      |
| Manchester City         | 2016–17          | Premier League   | 0         | 0         | 0     | 0     | 1        | 0        | 1          | 0          | —     | —     | 2      | 0      |
| Manchester City         | Összesen         | Összesen         | 0         | 0         | 1     | 0     | 1        | 0        | 1          | 0          | 0     | 0     | 3      | 0      |
| New York City (kölcsön) | 2015             | MLS              | 14        | 0         | 0     | 0     | 0        | 0        | —          | —          | —     | —     | 14     | 0      |
| New York City (kölcsön) | Összesen         | Összesen         | 14        | 0         | 0     | 0     | 0        | 0        | 0          | 0          | 0     | 0     | 14     | 0      |
| Mallorca (kölcsön)      | 2016–17          | Segunda División | 17        | 0         | 0     | 0     | —        | —        | —          | —          | —     | —     | 17     | 0      |
| Mallorca (kölcsön)      | Összesen         | Összesen         | 17        | 0         | 0     | 0     | 0        | 0        | 0          | 0          | 0     | 0     | 17     | 0      |
| NAC Breda (kölcsön)     | 2017–18          | Eredivisie       | 34        | 3         | 1     | 0     | —        | —        | —          | —          | —     | —     | 35     | 3      |
| NAC Breda (kölcsön)     | Összesen         | Összesen         | 34        | 3         | 1     | 0     | 0        | 0        | 0          | 0          | 0     | 0     | 35     | 3      |
| PSV Eindhoven           | 2018–19          | Eredivisie       | 34        | 1         | 0     | 0     | —        | —        | 8          | 0          | 1     | 0     | 43     | 1      |
| PSV Eindhoven           | Összesen         | Összesen         | 34        | 1         | 0     | 0     | 0        | 0        | 8          | 0          | 1     | 0     | 43     | 1      |
| Manchester City         | 2019–20          | Premier League   | 6         | 0         | 2     | 0     | 3        | 0        | 1          | 0          | 0     | 0     | 12     | 0      |
| Manchester City         | Összesen         | Összesen         | 6         | 0         | 2     | 0     | 3        | 0        | 1          | 0          | 0     | 0     | 12     | 0      |
| RB Leipzig (kölcsön)    | 2019–20          | Bundesliga       | 13        | 1         | 1     | 0     | —        | —        | 4          | 0          | —     | —     | 18     | 1      |
| RB Leipzig (kölcsön)    | 2020–21          | Bundesliga       | 26        | 4         | 4     | 1     | —        | —        | 7          | 3          | —     | —     | 37     | 8      |
| RB Leipzig              | 2021–22          | Bundesliga       | 29        | 2         | 5     | 0     | —        | —        | 11         | 1          | —     | —     | 45     | 3      |
| RB Leipzig              | Összesen         | Összesen         | 68        | 7         | 10    | 1     | 0        | 0        | 22         | 4          | —     | —     | 100    | 12     |
| Hoffenheim (kölcsön)    | 2022–23          | Bundesliga       | 33        | 0         | 2     | 1     | —        | —        | —          | —          | —     | —     | 35     | 1      |
| Hoffenheim (kölcsön)    | Összesen         | Összesen         | 33        | 0         | 2     | 1     | 0        | 0        | 0          | 0          | 0     | 0     | 35     | 1      |
| Galatasaray (kölcsön)   | 2023–24          | Süper Lig        | 8         | 0         | 0     | 0     | —        | —        | 11         | 1          | 0     | 0     | 19     | 1      |
| Galatasaray (kölcsön)   | Összesen         | Összesen         | 8         | 0         | 0     | 0     | 0        | 0        | 11         | 1          | 0     | 0     | 19     | 1      |
| Roma (kölcsön)          | 2023–24          | Serie A          | 16        | 0         | —     | —     | —        | —        | 4          | 0          | —     | —     | 20     | 0      |
| Roma                    | 2024–25          | Serie A          | 0         | 0         | 0     | 0     | 0        | 0        | 0          | 0          | 0     | 0     | 0      | 0      |
| Roma                    | Összesen         | Összesen         | 16        | 0         | 0     | 0     | 0        | 0        | 4          | 0          | 0     | 0     | 20     | 0      |
| Karrier összesen        | Karrier összesen | Karrier összesen | 230       | 11        | 16    | 2     | 4        | 0        | 47         | 5          | 1     | 0     | 298    | 18     |

Jegyzetek
1. 1 2 3 4 5 6  Mérkőzése(i) a Bajnokok Ligájában
2. ↑  Mérkőzése(i) a Holland Szuperkupában
3. ↑  A Bajnokok Ligájában ötször, és az Európa Ligában hatszor lépett pályára; egy gólt szerzett.

## Sikerei, díjai

### Klub
Manchester City
- Angol szuperkupa: 2019

 RB Leipzig:
- Német Kupa: 2021–22

### Egyéni
- Manchester City Akadémia – Az év játékosa: 2014–15[26]
- Eredivisie – Hónap Tehetsége: 2017 Szeptember,[27] 2017 December,[28] 2018 Február,[29] 2018 Április,[30] 2018 Szeptember[31]
- Eredivisie – A szezon újonca: 2018–19[31]
- Eredivisie – A szezon Álomcsapata: 2017–18,[32] 2018–19[31]
- Bajnokok ligája – A szezon kerete: 2019–20[33]